# Tonatiuh

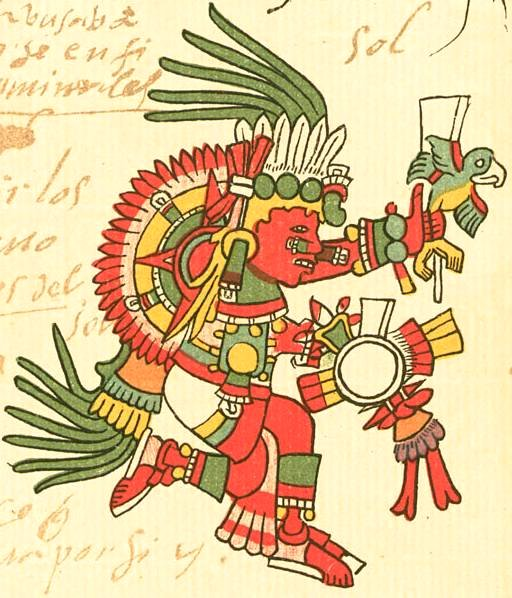
Tonatiuh raffigurato nel Codex Telleriano-Remensis.

Tonatiuh (o Ollin Tonatiuh ossia Movimento del sole), nella mitologia azteca, è il nome che viene usato più spesso per indicare il dio-sole, precisamente il Quinto Sole, sorto dopo la fine apocalittica delle quattro ere anteriori. Gli Aztechi vengono spesso definiti "il popolo del Sole", e pur essendo questo un simbolo cardine per molte altre civiltà (si pensi agli Egizi, ai popoli dell'India) è vero che dagli Aztechi fu trasformato in una divinità ossessionante, da cui dipendevano la loro esistenza ed i loro riti.
Questa divinità era associata all'aquila e si identificava anche nella divinità azteca Huitzilopochtli.
Una sintesi tragica di questo culto è rappresentata dalla "Pietra del Sole" (oggi nel Museo nazionale di antropologia di Città del Messico).

## Curiosità
Il famoso conquistador Pedro de Alvarado fu soprannominato "Tonatiuh" dagli aztechi per i suoi capelli rossi e il suo carattere ridanciano e gradasso, che però si trasformava in estrema crudeltà in battaglia.